# Landelijke Sterrenkijkdagen
De Nederlandse sterrenwachten, planeteria en amateursterrenkundigen organiseren elk jaar de Landelijke Sterrenkijkdagen. Belangstellenden krijgen de kans om met eigen ogen door telescopen naar hemellichamen te kijken. Bij slecht weer is er een alternatief programma met lezingen, exposities, dia’s en informatie over sterrenkunde als hobby.
De meeste sterrenwachten, een aantal KNVWS-afdelingen en andere enthousiaste amateurs stellen in dat weekend hun deuren open om het geïnteresseerde publiek te laten kennismaken met sterrenkunde.

Stichting 'De Koepel' te Utrecht was de coördinator van de landelijke Sterrenkijkdagen. Vanaf 2014 is de Koninklijke Nederlandse Vereniging voor Weer- en Sterrenkunde de coördinator.

## Data
Februari, maart of april, altijd in de wintertijd, in een weekend in de buurt van het eerste kwartier van de maan.
- De 31e editie - 2 t/m 4 maart 2007
- De 32e editie - 14 t/m 16 maart 2008
- De 33e editie - 3 t/m 5 april 2009
- De 34e editie - 19 t/m 21 maart 2010
- De 35e editie - 11 t/m 13 maart 2011
- De 36e editie - 2 t/m 4 maart 2012
- De 37e editie - 15 t/m 17 maart 2013
- De 38e editie - 7 t/m 9 maart 2014
- De 39e editie - 27 t/m 29 maart 2015
- De 40e editie - 11 t/m 13 maart 2016

## Vlaanderen
Sinds 1982 organiseert de Vereniging voor Sterrenkunde in samenwerking met de Vlaamse volkssterrenwachten elk jaar op verschillende plaatsen in Vlaanderen de Sterrenkijkdagen.
- De 25e editie - 3 maart 2007
- De 26e editie - 14 en 15 maart 2008
- De 27e editie - 30 en 31 januari 2009
- De 28e editie - 19 en 20 maart 2010
- De 29e editie - 2 en 3 december 2011
- De 30e editie - 21 en 22 december 2012
- De 31e editie - 7 en 8 maart 2014
- De 32e editie - 27 en 28 maart 2015

Andere edities:
- 26 januari 1980
- 13-14 maart 1981
- 3 april 1982
- 12 november 1983
- 3 november 1984
- 15 februari 1986
- 28 november 1987
- 19 november 1988
- 3 maart 1990
- 23 maart 1991
- 14 maart 1992
- 23 oktober 1993
- 11-12 november 1994
- 3-4 november 1995
- 12 oktober 1996
- 8 november 1997
- 31 oktober 1998
- 13 november 1999
- 3-4 november 2000
- 23-24 november 2001
- 8-9 november 2002
- 26-27 maart 2004
- 18-19 maart 2005
- 3-4 maart 2006